# Spanish International 1985
Die Spanish International 1985 im Badminton fanden vom 3. bis zum 4. August 1985 in Vigo statt. Es war die 12. Auflage des Turniers, parallel auch als Tournament City of Vigo betitelt.

## Finalergebnisse
| Disziplin    | Sieger                     | Finalist                     | Ergebnis          |
| ------------ | -------------------------- | ---------------------------- | ----------------- |
| Herreneinzel | Pascal Kaul                | Jorge Azevedo                | 17–15, 15–7       |
| Dameneinzel  | Netty Ooms                 | Ingrid Rogiers               | 11–0, 8–4 retired |
| Herrendoppel | Pascal Kaul Pedro V. Blach | Jorge Azevedo Rui Leitão     | 5–15, 15–12, 15–4 |
| Damendoppel  | Ingrid Rogiers Netty Ooms  | Margarita Miguelez Centeno   | 15–4, 15–8        |
| Mixed        | José Isasi Netty Ooms      | Jorge Azevedo Isabel Patacão | 15–5, 15–7        |